# Eunuco
Eunuco (em latim: eunuchus; em grego clássico: εὐνοῦχος; romaniz.: eunouchos, composto de εὐνή «cama» e ἔχω no sentido de «vigiar», ou seja, «vigilante da cama») é um homem que teve sua genitália removida parcial ou totalmente, por motivação bélica, punição criminal, imposição religiosa ou para servirem em funções sociais específicas. Se convertido a eunuco já adulto, o indivíduo perde a capacidade de reprodução e tem uma substancial perda hormonal em seu organismo. Porém se convertido antes da puberdade, além de ter impossibilitada a reprodução, o indivíduo torna-se incapaz de desenvolver os mínimos traços masculinos, como estrutura muscular e engrossamento de voz, devido a total falta de testosterona em seu organismo.
As graves consequências a curto prazo da castração são as hemorragias e infecções, que podem ocasionar a morte. A longo prazo existem muitas outras, físicas e psicológicas.
Ao longo de milénios os eunucos desempenharam uma grande variedade de funções em muitas culturas diferentes: cortesãos ou domésticos, espiões, cantores castrados, concubinos, ou parceiros sexuais, religiosos, soldados, guardas reais, funcionários do governo, e guardiães dos haréns.
Ao longo da história, diversas civilizações utilizaram a castração humana como arma de guerra. Na Ásia, foi praticada desde o Império Assírio, na antiguidade, até o Império Coreano, na idade moderna. Jovens príncipes de reinos conquistados eram tomados ainda crianças como prisioneiros de guerra e convertidos em eunucos. Assim, por ter o organismo fortemente debilitado pela falta de testosterona, eram utilizados como serviçais nos palácios, sendo os únicos homens com acesso à família real e às concubinas do imperador. Tal prática tinha como objetivo desencorajar lideranças e frustrar o sentimento de independência em meio ao povo dominado.[ligação inativa]
A prática também foi empregada como punição criminal. Na Grécia Antiga a conversão era imposta a quem reincidia em adultério ou em crime de estupro.
Seitas religiosas também impuseram a prática como forma de alcançar a "espiritualidade". Porém, com o avanço da liberdade individual e devido ao maior acesso à educação, estes grupos perderam espaço e foram, em sua grande maioria, extintos. No entanto, a prática de fabricar eunucos ainda é comum em seitas no sudeste da Ásia, especialmente na vitimização de crianças.
Atualmente, a mutilação de prisioneiros de guerra para formação de eunucos é considerada crime de guerra pela Convenção de Genebra. Da mesma forma, a mutilação genital por imposição religiosa é condenada pela civilização e reconhecida como violação dos direitos humanos pela Organização das Nações Unidas.

## Antigo Oriente Próximo
Os Textos de Execração egípcios, com quatro mil anos, ameaçam os seus inimigos na Núbia e na Ásia, referindo-se especificamente a "todos os homens, todos os eunucos, todas as mulheres".
A castração era por vezes punitiva; segundo a lei assíria (1450–1250 a.C.), os actos homossexuais eram puníveis com castração: "Se um homem copular com o seu companheiro e eles provarem as acusações contra ele e o encontrarem culpado, copularão com ele e torná-lo-ão num eunuco."
Os eunucos eram figuras familiares no Império Neoassírio (ca. 934–610 a.C.)  e na corte dos faraós egípcios (até à Dinastia Ptolemaica, terminando com Cleópatra VII, 30 a.C.). Os eunucos foram por vezes utilizados como regentes para herdeiros menores de idade ao trono, como parece ter sido o caso do estado Neo-Hitita de Carquemis. O eunuquismo político tornou-se uma instituição plenamente estabelecida entre os Persas Aqueménidos. Os eunucos ocuparam posições poderosas nos tribunais aqueménidos. O eunuco Bagoas, o Velho (não confundir com Bagoas, o Jovem, o dito amante de Alexandre Magno) foi o Vizir de Artaxerxes III e Artaxerxes IV, e foi o poder principal  por detrás do trono durante os seus reinados, até ser morto por Dario III.

## Grécia Antiga, Roma e Bizâncio
A prática estava também bem estabelecida noutras áreas mediterrânicas entre os gregos e romanos, embora o papel como funcionários da corte só surja nos tempos bizantinos. Os Galli ou Sacerdotes de Cibele, um culto com origem na Frígia, eram eunucos que se auto castravam.

## Império Macedônio
Bagoas, o Jovem (termo usado para o diferençar de um outro Bagoas, vizir do Império Aqueménida), foi um eunuco persa que viveu no Século IV AC. Bagoas foi um cortesão de Dario III e mais tarde de Alexandre, o Grande.
Embora informações sobre sua biografia sejam extremamente escassas, Bagoas ganhou destaque no imaginário contemporâneo em 1972, com o lançamento do livro O Menino Persa, da escritora Mary Renault. Em seu roteiro, Renault descreve a vida de Bagoas através de uma mistura entre pesquisa e imaginação, o definindo como um menino escravizado, castrado e feminizado pelos exércitos do imperador Dario. Também sugere que Alexandre, o Grande manteve com ele um relacionamento homossexual e que era um dos seus amantes preferidos.

## China

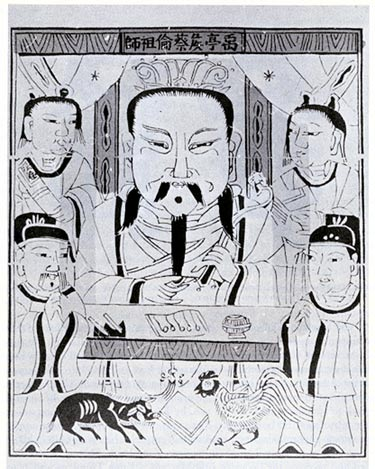
Cai Lun, eunuco chinês a quem geralmente se atribui a invenção do papel

Os eunucos existiram na China desde há cerca de quatro mil anos atrás, eram servidores imperiais há três mil anos, e eram comuns como funcionários públicos na época da dinastia Chim. Na China, a castração incluía a remoção do pénis bem como dos testículos, cortados simultaneamente com uma faca.
Desde aqueles tempos antigos até à dinastia Sui, a castração era tanto um castigo tradicional (um dos Cinco Castigos) como um meio de obter emprego ao serviço do Império. 
Durante a dinastia Qing, crianças e homens eram submetidos a castração para se candidatarem ao serviço no palácio. A grande maioria destes não eram criminosos, prisioneiros de guerra, ou tributos que tivessem sido condenados à pena de castração. Eles eram os pobres da sociedade, jovens e homens adultos que se "voluntariavam" para se tornarem eunucos. Mergulhados na pobreza, os direitos do indivíduo -- crianças (preferidas para o procedimento) ou adultos -- vergavam-se às necessidades da família.
Com as dinastias chinesas, os imperadores exibiam simbolicamente o seu poder através de um estilo de vida sumptuoso e extravagante. Além da construção de palácios, os imperadores também mostravam o seu poder rodeando-se de muitas mulheres e servos. As cortes imperiais contavam com eunucos por razões práticas; eram essenciais para a manutenção dos haréns e o bom funcionamento da casa imperial.
Fisicamente incapaz de procriar ou atuar sexualmente, o valor de um eunuco para uma corte tornou-se baseado na sua incapacidade sexual. Os eunucos deviam assegurar tanto a pureza da linhagem imperial como a castidade das mulheres do palácio. As mulheres estavam nos aposentos interiores do palácio e não podiam sair; os homens estavam no exterior e não podiam entrar; mas os eunucos funcionavam em ambos os lugares.
A castração foi concebida para criar um servo leal e subserviente, liberto de laços familiares ou de responsabilidades, e totalmente dependente do seu mestre para a sua subsistência; contudo, anota Melissa Dale, o sistema foi construído com base em pressupostos que não correspondiam à realidade.
Zheng He (1371–1435), um eunuco, foi um explorador chinês do século XV. Realizou viagens por mar pelo sudoeste asiático e pelo oceano Índico. Chegou à Índia, ao mar Vermelho e a Moçambique. No entanto, segundo Gavin Menzies, autor do controverso best-seller do New York Times 1421 - The Year China Discovered world (2002 UK / 2003 USA), Zheng He teria contornado toda a África, e chegado até ao continente americano, Oceania e Antártida. Vale notar que existem várias formas de transliteração de seu nome, o que pode causar confusões. Ele foi capturado quando jovem e castrado, como era comum em sua época jovens mongóis "pagarem" pelo que seus ancestrais fizeram ao povo chinês, no julgar dos líderes da nova dinastia, a dinastia Ming. Mais do que isso, ele veio a se tornar um grande navegador e braço direito do Imperador Zhu Di, que segundo Gavin Menzies projetou e ordenou essa expedição para além dos mares.[carece de fontes?]
Sun Yaoting (1902–1996), foi o último eunuco a servir na corte imperial chinesa.

## Médio Oriente

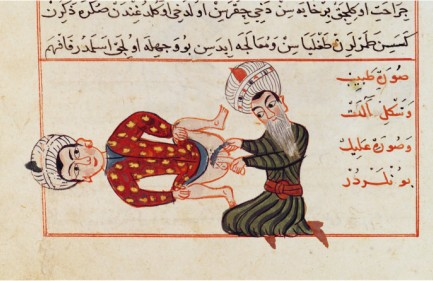
Operação de castração total (gravura muçulmana de cerca de 1466).Se realizada em adultos, a mortalidade poderia atingir 75 a 80 por cento. Nas crianças, 30 a 40 por cento não sobreviveriam.

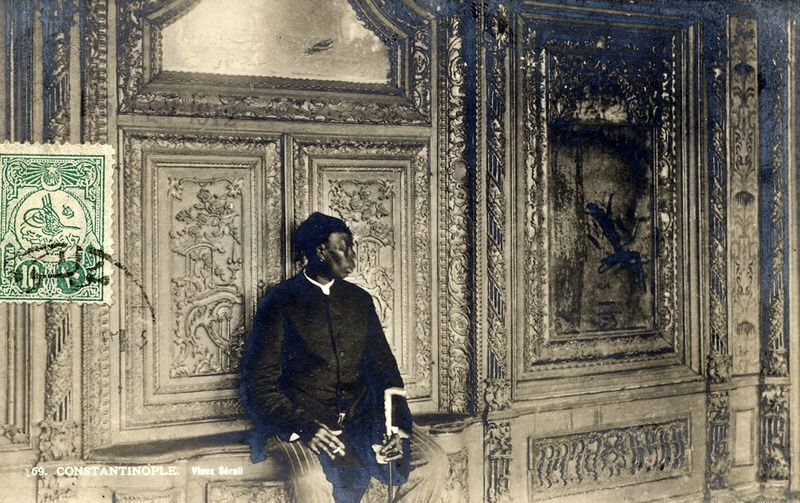
Eunuco-mor (de nome desconhecido, e presumidamente de origem africana) do sultão do Império Otomano posando para ser fotografado em frente ao Palácio Imperial em 1912

Após o surgimento do Islão, tornou-se proibido a um muçulmano escravizar outro muçulmano. A partir daí, os escravos tiveram de ser procurados fora das fronteiras do império, por captura, compra ou tributo. A súbita riqueza provocada pelas conquistas islâmicas tornou numerosos os haréns, e já cerca de 661 d.C., no califado Omíada, escravos eunucos guardavam os haréns, povoados de concubinas, além das esposas legítimas.
Segundo várias fontes, o Islão proíbe a castração, não existindo porém no Alcorão uma proibição específica, parecendo ter existido antes uma espécie de consenso tácito contra - portanto eram adquiridos castrados já "fabricados" no exterior do império por membros de outras religiões, como as judaica e cristã. A mortalidade após esse processo, devido a hemorragias e infeções subsequentes, era enorme, o que fazia com que os preços de tais escravos fossem os mais altos. Os eunucos negros, que, ao contrário dos brancos, sofriam habitualmente a amputação total - testículos e pénis - eram os guardiões dos haréns. A guarda dos haréns - que não eram uma inovação islâmica,  já existiam em culturas anteriores - foi, depois do véu e da reclusão, a fase seguinte duma cada vez maior segregação e degradação das mulheres.
Os eunucos, sobreviventes da traumática mutilação a que tinham sido sujeitos, eram eles próprios também prisioneiros dos haréns que guardavam. Para Tidiane N'Diaye, escritor e antropólogo franco-senegalês, a prática da castração a tal escala equivale a genocídioː a castração de milhões de seres humanos, programada para a desaparição total dos negros do mundo árabe-muçulmano, impedidos de ter descendência.
Apesar disto, e por razões que não são muito claras, os eunucos passaram a ser cada vez mais utilizados pelos governantes como conselheiros, consultores e tutores e, por fim, dirigindo efectivamente os lugares santos de Meca e Medina, onde eram tratados com grande respeito. Talvez acontecesse que, não sendo preocupados pelo sexo, eram mais propensos a serem devotados e leais, ou dados a preocupações espirituais em vez de corporais.

## Imposição de seita religiosa

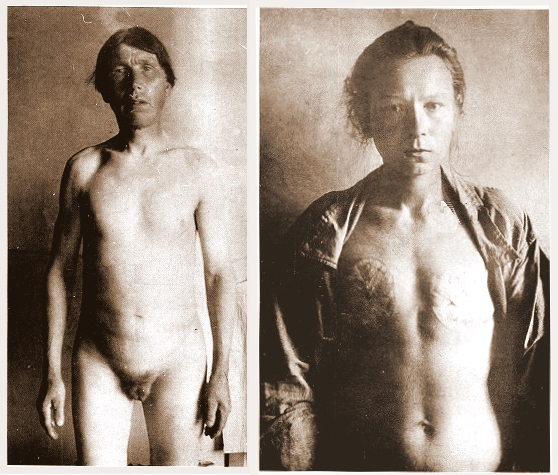
Homem e mulher da seita Skoptsi

No século III, a organização religiosa jordaniana denominada Valésios (Valesii) pregava castração à seus seguidores como forma de alcançar o Espírito Santo.
Já entre os séculos XVIII e XX, a seita cristã Skoptsy sacudiu a Rússia ao pregar vida eterna por meio da emasculação e extração de seios. A castração era realizada por meio de um ferro quente – o "batismo de fogo", como lhe chamavam. Também eram castrados obrigatoriamente os filhos dos skoptsi, após a conversão.  
A organização foi criada por Kondráti Selivanov, um camponês que rapidamente conquistou grande número de adeptos entre os pobres e analfabetos. Acredita-se que em seu auge a seita possuiu cerca de 1 milhão de membros. No entanto, com o advento da Revolução Russa, a seita foi proibida e completamente extinta.

### Ashijras

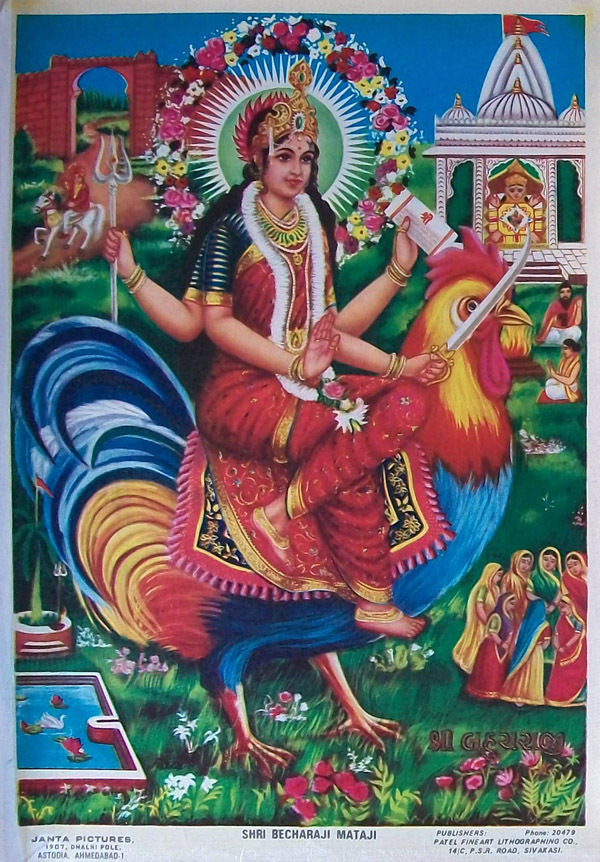
Bahuchara Mata - Deusa da inocência, Misericórdia, Bondade, Honestidade, protetora das hijras.

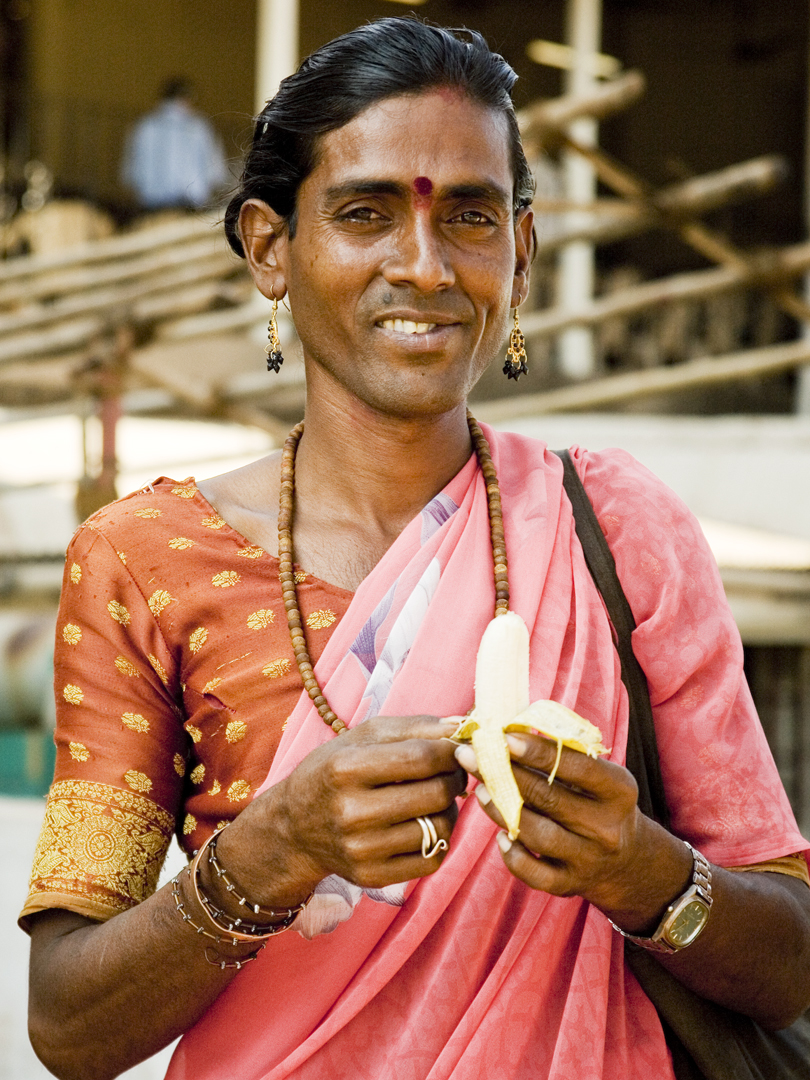
Hijra de Goa, Índia (1994)

No subcontinente indiano, a comunidade hinduísta denominada hijra impõe a emasculação como forma de agradar à deusa Bahuchara Mata.  A partir daí, vestem-se e portam-se como mulheres. Segundo a tradição religiosa hindu, os hijras têm grande facilidade para "abençoar ou amaldiçoar", o que torna esta comunidade temida e respeitada naquela sociedade; ao mesmo tempo, são desprezados, abusados e discriminados.
As hijra não são um grupo homogéneo: nem todos eunucos, a comunidade compreende também intersexuais, assexuais ou transgéneros.
As hijras são encontrados em toda a Índia, e também no Paquistão, Afeganistão e Irão. Vivem juntas em grupos, liderados por uma guru e – usando roupa feminina e usando nomes femininos – consideram-se como mulheres. Ganham o seu sustento cantando e dançando em certas ocasiões  como o nascimento de uma criança ou casamentos. e muitas através da prostituição, por razões de exclusão social.
Em 2014, a Suprema Corte (Tribunal) de Justiça da Índia definiu as hijras como pertencentes a um terceiro gênero, tornando a situação hindu única na história da antropologia.
Vários hijras ganharam destaque no estado de Madhya Pradesh. Cinco delas, incluindo Shabnam Mausi, foram eleitas para vários quadros públicos. Kamla Jaan tornou-se prefeita de Katni, enquanto Meenabai a presidente da câmara do município de Sehora, a mais antiga entidade cívica do país.

#### Polémicas
Meios de comunicação indianos têm relatado casos de crianças supostamente raptadas e castradas pelas hijras, o que a comunidade nega. De acordo com Tarique Anwar, no jornal Indian Times, que ouviu sobre o assunto Khairati Lai Bhola, da associação All India Hijra Kalyan Sabha (AIHKS),  existe uma "mafia hijra" que controla as castrações e opera secretamente em todo o país. As vítimas seriam  ameaçadas de morte se quebrassem o silêncio. Seriam, diz  Bhola, mil jovens castrados à força todos os anos.
Segundo Serena Nanda,  "Nenhuma das narrativas de hijras que registei apoia a crença generalizada na Índia de que as hijras recrutam os seus membros fazendo reclamações bem sucedidas sobre bebés intersexuais. Em vez disso, parece que a maioria das hijras se junta à comunidade na sua juventude, quer por desejo de expressar mais plenamente a sua identidade de género feminina, sob a pressão da pobreza, devido a maus tratos por parte dos pais e pares por comportamento feminino, após um período de prostituição, ou por uma combinação destas razões".

## Oscastrati

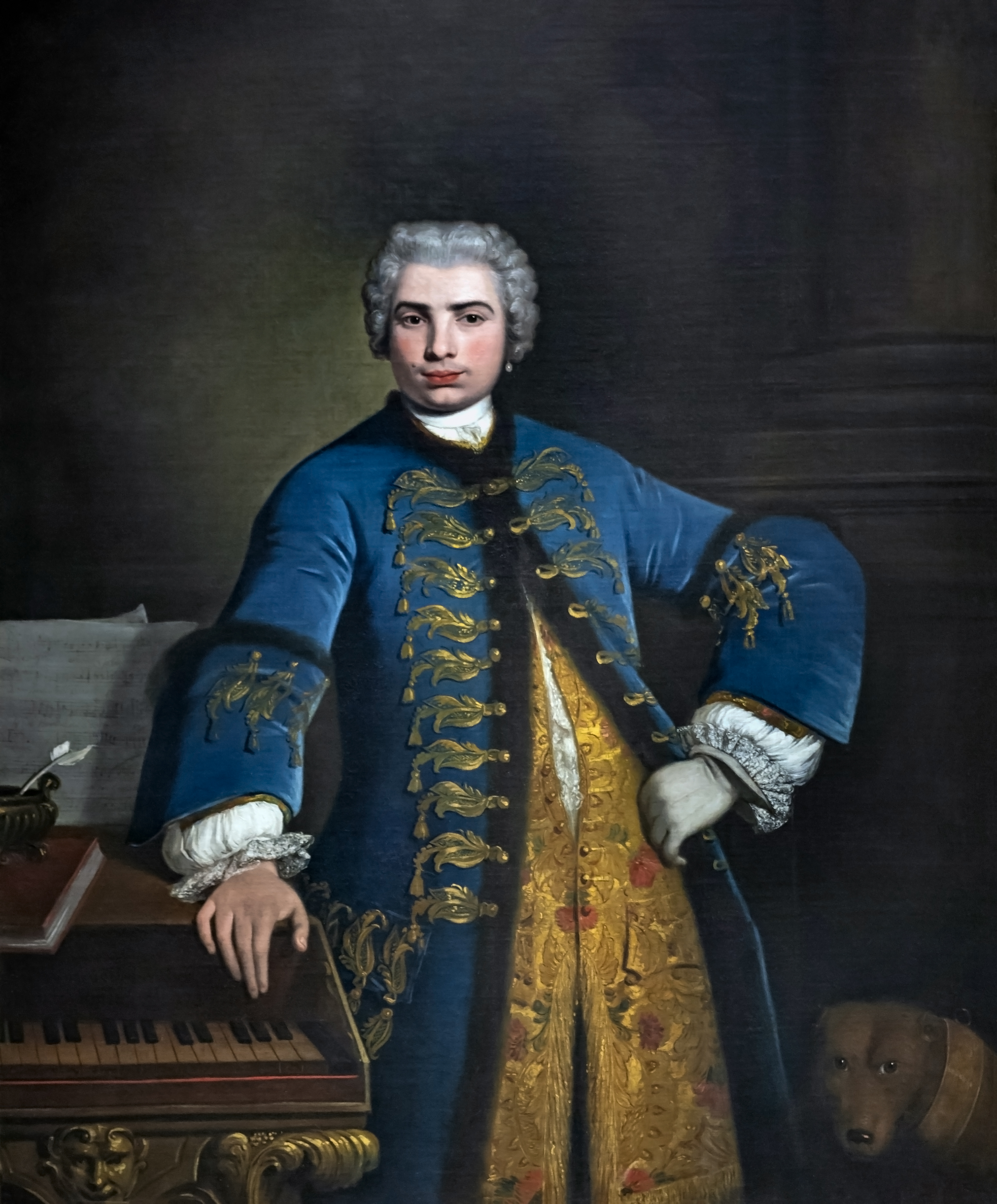
Farinelli (1705-1782), o mais célebre dos cantores castrados.

Os castrati eram cantores masculinos que eram submetidos a castração antes da puberdade, a fim de manter o registro elevado duma voz infantil, beneficiando ao mesmo tempo do volume de som produzido pela capacidade pulmonar de um adulto. O fenómeno musical do castrati apareceu na segunda metade do século XVI no Ocidente. Desenvolveu-se principalmente em Itália, desaparecendo entre o final do século XIX e o início do século XX.
Os primeiros cantores castrados nas igrejas apareceram no Império Bizantino. No Ocidente, o primeiro castrati conhecido cantou na capela do Duque de Ferrara no final dos anos 1550; o Duque refere-se ao uso do castrati como um fenómeno clássico. Ao mesmo tempo, Guilherme de Gonzaga, o terceiro Duque de Mântua, empregou na sua capela pessoal "pequenos cantores franceses", que provávelmente eram eunucos.  O primeiro castrati, de origem espanhola, juntou-se ao coro da Capela Sistina em 1582, a capela privada do Papa, que já tinha recrutado cantores falsetistas espanhóis. A presença de espanhóis entre os primeiros castrati é surpreendente, uma vez que a Espanha não era um centro conhecido de produção de castrati; tem sido sugerido que a prática teve origem nos mouros espanhóis, mas não há provas que o sustentem. Em 1589, o papa Sisto V autorizou formalmente o uso de castrati no coro da Basílica de São Pedro com a bula Cum pro nostro pastorali munere, e em 1599 havia oficialmente dois cantores, padres oratorianos, qualificados como eunucos.
Nos primeiros anos do século XVII, os castrati eram empregues em todo a Itália como cantores da corte dos príncipes governantes, em Württemberg cerca de 1610, em Viena de 1637 ou antes, e em meados do século em Dresden. A maioria era italiana. A partir daí a castração para fins artísticos continuou a ser uma prática conhecida por ser levada a cabo quase exclusivamente em Itália, associada à música italiana.
Em 1902 o Papa Leão XIII baniu para sempre os castrati da Capela Sistina.

## Um caso actual
Um artigo no Gulf Times, um jornal em língua inglesa do Qatar,  revelou em 2005 que rapazes nepaleses foram atraídos para a Índia e vendidos a bordéis em Mumbai, Hyderabad, Nova Deli, Lucknow e Gorakhpur. Um dos adolescentes foi atraído aos 14 anos de idade, vendido como escravo, preso, espancado, mal alimentado, e castrado à força. Relatou ter sido mantido num bordel com 40 a 50 outros rapazes, muitos dos quais também foram castrados. Escapou e regressou ao Nepal. Duas organizações não governamentais, uma que trabalha com homossexuais no Nepal, e outra que trabalha para salvar e reabilitar mulheres e crianças traficadas, estavam a cooperar para ajudar e resgatar estes rapazes 

## Consequências da castração
As consequências da castração – físicas e psíquicas – são tanto maiores quanto mais cedo o procedimento se der, assim como o modo como foi efetuado. Os efeitos fisiológicos da castração eram mais graves para as crianças submetidas ao procedimento antes do início da puberdade. A castração pode ser parcial, apenas com retirada dos testículos, ou total, com ablação também do pénis. A primeira consequência podia ser a morte (cuja prevalência é difícil de estabelecer) devido a hemorragias e infeções.
As complicações a longo prazo incluem incontinência, restrição uretral, retenção de urina, infeção do tracto urinário, extravasamento de urina e pedras na bexiga. Alguns estudos descobriram que a emasculação pode causar uma série de alterações fisiológicas, tais como um tronco encurtado, estômago e ancas alargadas, aumento da altura, pernas arqueadas, e um crânio alongado. Os castrados têm menos ou nenhum pêlo facial e corporal, aumento do tecido adiposo ou ginecomastia, e uma distribuição de gordura corporal do tipo feminino. A castração também evitava que as vozes dos eunucos ficassem mais graves, com o resultado de na China ou na Europa serem apreciados como cantores.